# Сукоб код Табановца (1878)
Сукоб код Табановца био је оружани сукоб између српских устаника предвођеним војводом Јаћимом Челопечким и капетаном Вељаном Стрновским и Арнаутских одметника предвођеним арамијом Фетахом Мутоловским током кумановског устанка. сукоб се догодио 4. фебруара 1878. године.

## Сукоб
Када је Фетах Мутоловски видео да турске власти не покушавају да угуше устанак, он је одлучио да преузме ствар у своје руке, те је 4. фебруара 1878. са преко 30 хајдука покушао да продре у устаничка села, али су их између села Табановце и Четирце сачекали Јаћим Челопечки и Вељан Стрновски. Ту су српски устаници убили преко 20 Арнаута укључујући и самог Фетаха, а Јаћим је као награду узео његовог коња. О овом сукобу су одмах испеване песме.